# Philipp Saure
Philipp Henrich Saure (* 27. Juli 1797 in Landau; † 21. Dezember 1842 ebenda) war ein deutscher Landwirt, Bürgermeister und Politiker.

## Leben
Saure war der Sohn des Landwirts Johann Carl Saure (* 8. Februar 1776 in Landau; † 27. Januar 1828 ebenda) und dessen Ehefrau Marie Christine geborene Göbel (* 21. Februar 1774 in Landau; † 1. März 1803 ebenda). Er heiratete am 11. Juni 1838 in Landau in erster Ehe Christiane Elisabeth Küthe (* 14. Juni 1793 in Landau; † 31. Oktober 1838 ebenda), die Tochter des Conrad Küthe und der Maria Elisabeth Dippel. Nach dem Tod der ersten Ehefrau heiratete er am 12. Mai 1839 in zweiter Ehe in Landau Marie Elisabeth Christiane Viering (* 24. November 1817 in Landau; † 17. April 1887 ebenda), die Tochter des Landwirts Johann Conrad Christian Viering und der Christiane Elisabeth Engelhard. Der Schwager Henrich Ramme wurde ebenfalls Bürgermeister und Abgeordneter. Der Großvater Johann Daniel Saure war bereits Landstand gewesen.
Saure lebte als Landwirt in Landau. Dort war er von Herbst 1837 bis Herbst 1840 und von Oktober 1842 bis zum 21. Dezember 1842 Bürgermeister. Als solcher war er von (Herbst) 1837 bis zum 2. November 1840 und vom 24. Oktober bis zum 21. Dezember 1842 Mitglied des Landstandes des Fürstentums Waldeck.